# Azokapcsolás
Az azokapcsolás olyan szerves kémiai reakció, amely diazóniumvegyület és dialkilanilin (C6H5NR2), fenol vagy más aromás vegyület között játszódik le, és melynek során azovegyület keletkezik. Ebben az aromás elektrofil szubsztitúciós reakcióban a diazónium só az elektrofil, az aktivált arén pedig a nukleofil. A legtöbb esetben – a lenti példát is beleértve – a diazóniumvegyület is aromás. A termék a kiindulási anyagoknál nagyobb hullámhosszú fényt fog elnyelni, mivel kiterjedtebb benne a konjugáció. Az aromás azovegyületek a kiterjedt konjugált kötésrendszer miatt sokszor élénk színűek, számos közülük festékként használatos.
Az azokapcsolás fontos reakció a festékek és pH-indikátorok, például a metilvörös és a vörös pigment 170 előállításában. Prontozilt és más szulfonamid gyógyszereket is előállítanak ezzel a reakcióval.
Az alábbi példa az organol brown festék anilinből és 1-naftolból történő előállítását mutatja be:
| An animation of the reaction mechanism of the azo coupling |

## Fordítás
Ez a szócikk részben vagy egészben az Azo coupling című angol Wikipédia-szócikk ezen változatának fordításán alapul.  Az eredeti cikk szerkesztőit annak laptörténete sorolja fel. Ez a jelzés csupán a megfogalmazás eredetét és a szerzői jogokat jelzi, nem szolgál a cikkben szereplő információk forrásmegjelöléseként.